# Isted Møller
Olaf Jacob Isted Møller (1. august 1850 i København – 1. december 1913 sammesteds) var en dansk forfatter.
Isted Møller blev student (privat dimitteret) i 1870. Han blev cand. jur. fra Københavns Universitet i 1878 og fik bestalling som overretssagfører i 1881. 
Først i 1893 debuterede Isted Møller i litteraturen med en roman Hugo Stelling, der med øjeblikkets stemninger som baggrund og som tendensskrift opnåede en række oplag og en omtale, der ikke har fulgt Isted Møllers senere arbejder, som mere vidner om fortællerevne end om virkelig kunstnerisk indsats. 
Blandt hans mange romaner kan nævnes Tabte Tøjler (1896), Poul Fensmark (1902), Vera Rank (1903), Ilsebil (1904), Andegaarden (1905), Falddøren (1907), Revolten i Burgheim (1908) med flere. Hans sidste arbejde var sommerromanen Paa Egekjær (1913). Møller har desuden skrevet et drama Caligula (1906).
Isted Møller døde i København.